# Anchenoncourt-et-Chazel
Anchenoncourt-et-Chazel – miejscowość i gmina we Francji, w regionie Burgundia-Franche-Comté, w departamencie Górna Saona.
Według danych na rok 1990 gminę zamieszkiwały 254 osoby, a gęstość zaludnienia wynosiła 18 osób/km² (wśród 1786 gmin Franche-Comté Anchenoncourt-et-Chazel plasuje się na 494. miejscu pod względem liczby ludności, natomiast pod względem powierzchni na miejscu 244.).